# Волоконна світлодіодна лампа

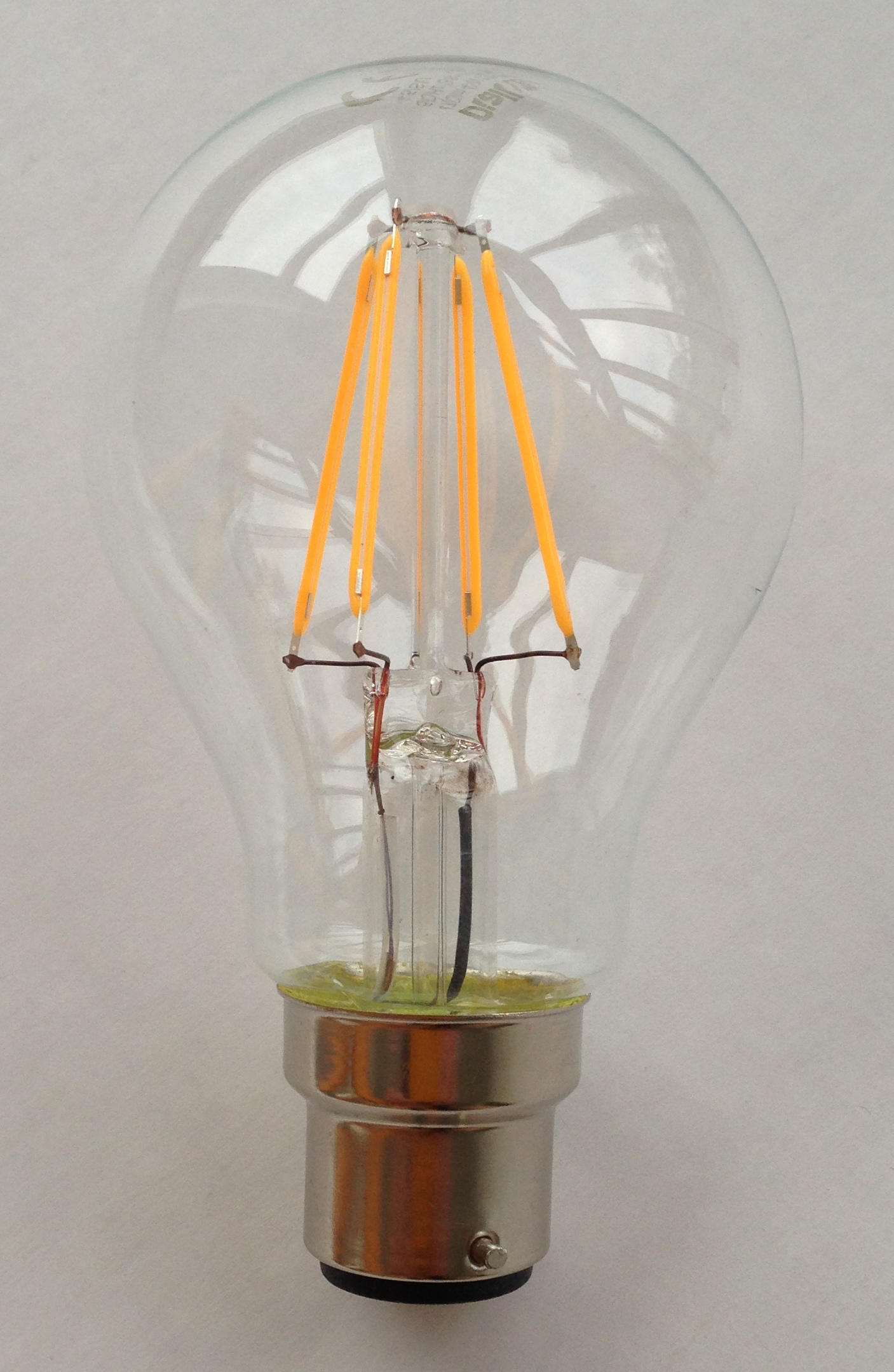
Волоконна світлодіодна лампа для напруги 230 В на цоколі B22. Волокна видно як чотири вертикальні жовті лінії

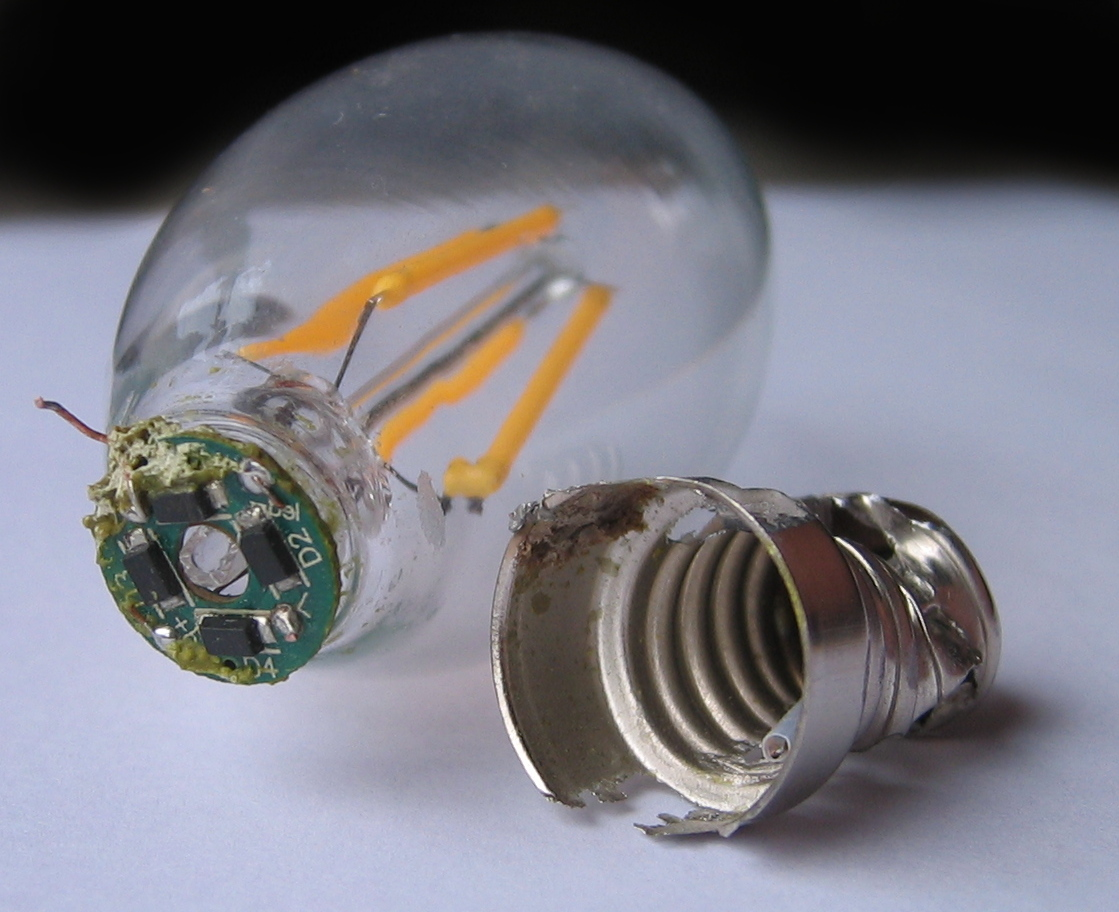
Внутрішня будова

Волоконна світлодіодна лампа (англ. LED filament) — електрична лампа, в котрій світло генерує світлодіод, зроблений у формі вольфрамової нитки лампи розжарювання. Лампочка живиться електричним струмом через наскрізні перемички або дроти, вмонтовані у скло. Більшість ламп підключають через патрон, котрий надає як живлення електроенергією, так і механічну фіксацію.

## Історія та будова

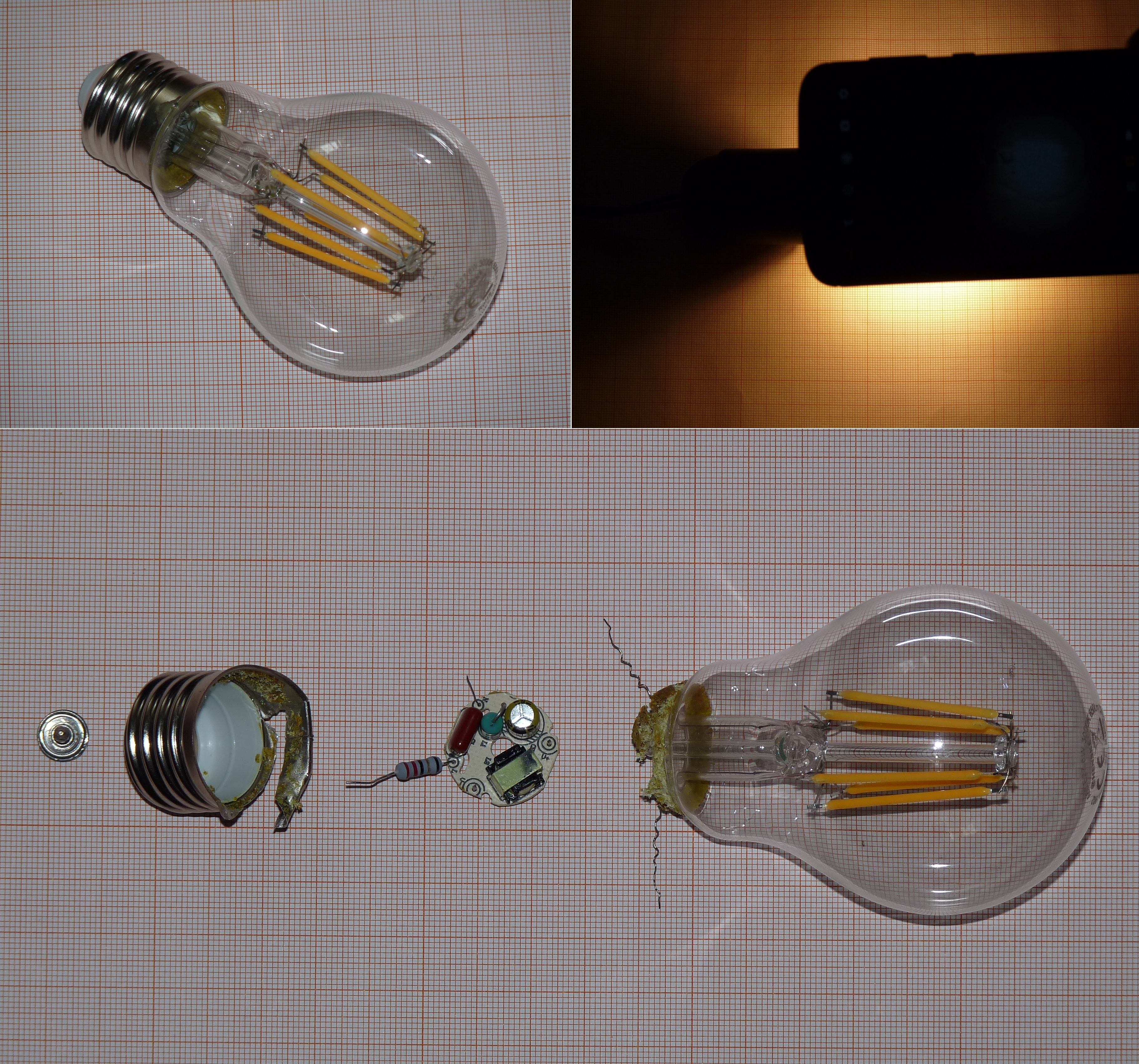
Лампа зі стандартним різьбовим цоколем E27

Структурну будову волоконної світлодіодної лампи було винайдено компанією Ushio Lighting у 2008 році задля імітування вигляду звичайної лампи розжарювання. Сучасні лампи зазвичай працюють з одним великим світлодіодом або матрицею світлодіодів, під’єднаних до великого радіатора — як результат, зазвичай такі лампи генерують світло у радіусі всього 180 градусів. До середини 2010-х кілька виробників випустили волоконні світлодіодні лампи на ринок — такі лампи мали кілька джерел світла, розташовані в аналогічний або подібний спосіб, як були розташовані вольфрамові нитки в лампах розжарювання.
Світлодіодні нитки складаються з ряду світлодіодів на прозорій підкладці, котру називають «чип на склі» (ЧНС). Ці прозорі підкладки зі скла або сапфірових матеріалів. Ця прозорість дозволяє рівномірно розосередити випромінюване світло без будь-яких перешкод. Рівномірне покриття з люмінофора у матеріалі з силіконової смоли, перетворює синє світло, котре випромінюють світлодіоди, на суміш червоного, синього і зеленого світла для створення певної світлової температури. Деградація силіконового матеріалу, і просочування синього світла є основною проблемою в конструкції волоконних світлодіодних ламп.

## Переваги
Перевагами світлодіодних ламп є:
- потенційно вищий ККД за рахунок використання більшої кількості світлодіодних випромінювачів на низькому робочому струмі
- легкість конструкції, з якою з масиву волокон можна отримати майже повну «сферу» освітлення
- ймовірність імітації свічки, що горить. у колбах відповідної форми, що ефектно виглядає у кришталевих люстрах (чи люстрах «під кришталь»)

## Недоліки
- Термін служби світлодіодних випромінювачів знижується за високих робочих температур[2],
- Відносно висока ціна в порівнянні зі звичайними ЛЕД-лампами.

Волоконні світлодіодні лампи є запатентованими.